# Marianne Janack
Marianne Janack (ur. 1964 w Syracuse) – amerykańska filozofka, profesorka filozofii w Hamilton College w Clinton w stanie Nowy Jork. Jest prezydentem Towarzystwa Richarda Rorty’ego.

## Wybrane publikacje
- What We Mean By Experience, Stanford University Press 2012
- Feminist Interpretations of Richard Rorty, Penn State University Press 2010